# Echizen-chou
Echizen (越前町, Echizen-chō?) é uma cidade localizada no distrito de Nyū, Fukui, Japão.

## Características
A cidade de Echizen esta localizada ao sul da capital de Fukui, seu acesso se dá através da route 8 que margeia o litoral do Mar do Japão proporcionando uma fantástica vista panôramica em seus trechos montanhosos. 
Muito acolhedora com diversos parques e jardins sendo o principal o de Lady Murasaki que na primavera e outono dão um show de cores. Suas praias com águas tranquilas são de uma beleza incomparável. 
Seus habitantes são muito receptivos pois estão bem acostumados a receber os funcionários temporários que vem trabalhar em suas grandes fábricas, em particular os brasileiros que de uma certa forma com seu jeito descontraído conquistou a simpatia de seus habitantes.

## Ciddes-irmãs
- Nishio, Japão
- Setaka, Japão
- Yeongdeok, Coreia do Sul